# Pont Æmilius
Le pont Æmilius (en latin pons Æmilius) ou ponte Rotto (le Pont rompu) est le plus vieux pont en pierre de Rome. Il franchissait le Tibre en aval de l'île Tibérine, un peu au nord de l'emplacement du premier pont de Rome, le pont Sublicius. Il reliait le forum Boarium au Trastevere et à la Via Aurelia.

## À l'époque romaine

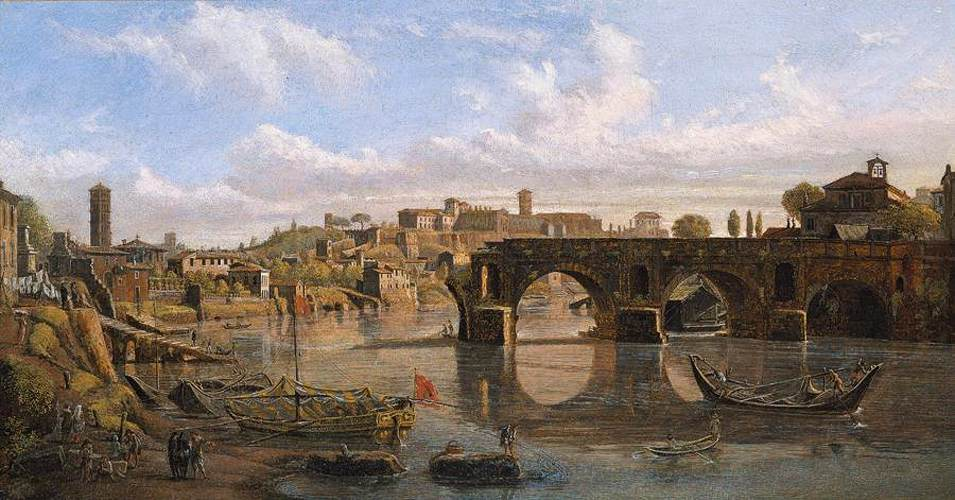
Représentation du pont Æmilius et de l'Aventin par Caspar van Wittel en 1690.

La construction du pont est généralement attribuée aux censeurs Marcus Aemilius Lepidus et Marcus Fulvius Nobilior, en 179 av. J.-C. Mais selon une récente hypothèse, fondée sur les écrits de Plutarque et Tite-Live et sur l'étude de pièces de monnaie, le pont pourrait avoir été construit par Manlius Aemilius Lepidus au moment de la construction de la Via Aurelia en 241 av. J.-C. puis restauré en 179 à la suite d'une crue du Tibre ou d'une extension du port fluvial de Rome, près du Forum Boarium. Il est composé de sept piles de pierre percées d'ouïes soutenant un tablier en bois large de 8 mètres.
En -142, les censeurs Scipion Émilien et Lucius Mummius Achaicus remplacent le tablier en bois par des voûtes en maçonnerie avec de larges archivoltes. D'importantes restaurations sont effectuées par Auguste en 12 av. J.-C.
En 222, le cadavre de l'empereur Héliogabale est jeté dans le Tibre depuis le pont Æmilius.

## Aux époques médiévale et moderne

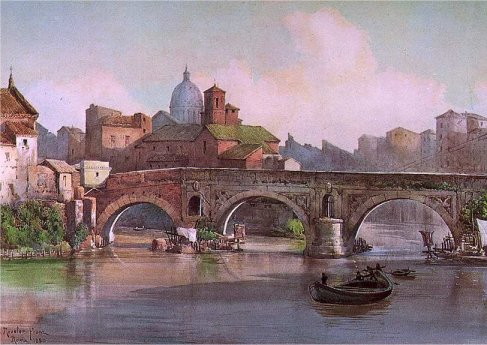
Représentation du pont Æmilius et de l'île Tibérine par Ettore Roesler Franz en 1880. On aperçoit le dôme de l'église Sant'Andrea della Valle à l'arrière-plan.

Au Moyen Âge, le pont est appelé le « pont de Lépide » (en latin pons Lepidi ou pons Lapideus), le « grand pont » (en latin pons Maior) à partir du VIIIe siècle, ou le « pont des sénateurs » (en latin pons Senatorum en 1144). En 1763, Giuseppe Vasi dans sa description l'appelle « pont Sainte-Marie, dit brisé » et rapporte les anciens noms de « pont des sénateurs » et de « pont du Janicule ».
Le pont subit d'importants dommages lors des crues de 1230 et 1422 et le pape Jules III en fait entièrement reconstruire les arches par Nanni di Baccio Bigio en 1552 sur des plans de Michel-Ange. Deux arches sont pourtant emportées par les eaux en 1557. Elles sont reconstruites sous Grégoire XIII par Matteo da Castello de 1573 à 1575. La grande crue de 1598 détruit trois des six arches de l'ouvrage. Le pont n'est pas réparé : il est désormais connu sous le nom de « pont brisé » (Ponte Rotto).

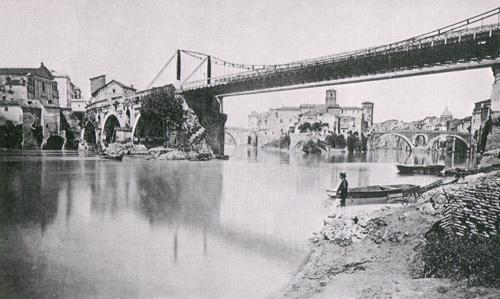
Les trois arches restantes et la passerelle suspendue, vers 1875.

En 1853, une passerelle suspendue longue de 63 m (dont les bases des pylônes sont toujours visibles) est jetée depuis le pont vers la rive gauche du Tibre pour en restaurer l'utilité. Puis la passerelle et les deux arches occidentales sont détruites en 1887, lors de la construction du pont Palatino : il ne reste donc au milieu du Tibre qu'une seule arche du XVIe siècle,  reposant sur deux piles d'origine du IIe siècle av. JC.